# Ptychandra schadenbergi
Ptychandra schadenbergi är en fjärilsart som beskrevs av Semper 1886. Ptychandra schadenbergi ingår i släktet Ptychandra och familjen praktfjärilar. Inga underarter finns listade.